# Josip Vancaš
Josip Vancaš (ur. 22 marca 1859 w Sopronie, zm. 15 grudnia 1932 w Zagrzebiu) – chorwacki architekt, który większość życia spędził w Sarajewie, w dzisiejszej Bośni i Hercegowinie, gdzie zaprojektował ponad dwieście budynków. Zaprojektował także budynki znajdujące się na terenie dzisiejszej Chorwacji i Słowenii.

## Życiorys
Urodzony na Węgrzech, ukończył szkołę średnią w Zagrzebiu. Studiował architekturę w Wiedniu pod okiem Carla Friedricha Schmidta, eksperta architektury średniowiecza. W latach 1876–1881 studiował na Uniwersytecie Technicznym w Wiedniu. Tworzył w stylu eklektycznym tak jak jego mentor Carl Friedrich Schmidt.
Schmidt polecił Vancaša Béniemu Kállayowi do prac przy katedrze Serca Jezusowego w Sarajewie. Vancaš przybył do Sarajewo w 1884 i pozostał w mieście na 37 lat. Stał się czołowym sarajewskim architektem, został członkiem pierwszego bośniackiego parlamentu (1910) i zastępcą burmistrza Sarajewa.
W swojej karierze wzorował się na wiedeńskich trendach architektonicznych i włączał je w projektach w Bośni i Hercegowinie. Nie odwzorowywał ich jednak wiernie, lecz dostosowywał do bośniackich warunków.
W jego twórczości dominują historyzm i eklektyzm jednak w późniejszym okresie także Secesja Wiedeńska. W jego projektach widoczne były także wpływy pseudo-romantyzmu i pseudo-orientalne. Studiował lokalną architekturę bośniacką i próbował, stosując charakterystyczne elementy, stosować „styl bośniacki”.
Podczas pobytu w Bośni (1883-1921) zaprojektował 102 budynki mieszkalne, 70 kościołów, 12 szkół, 10 pałaców, 10 banków, 10 budynków rządowych, 6 hoteli i tawern i przebudował wiele innych budynków. Zaprojektował również ołtarze kościelne i wnętrza budynków mieszkalnych oraz kościołów. W 1911 jako bośniacki parlamentarzysta złożył w parlamencie Bośni i Hercegowiny uchwałę w sprawie ochrony zabytków w kraju.

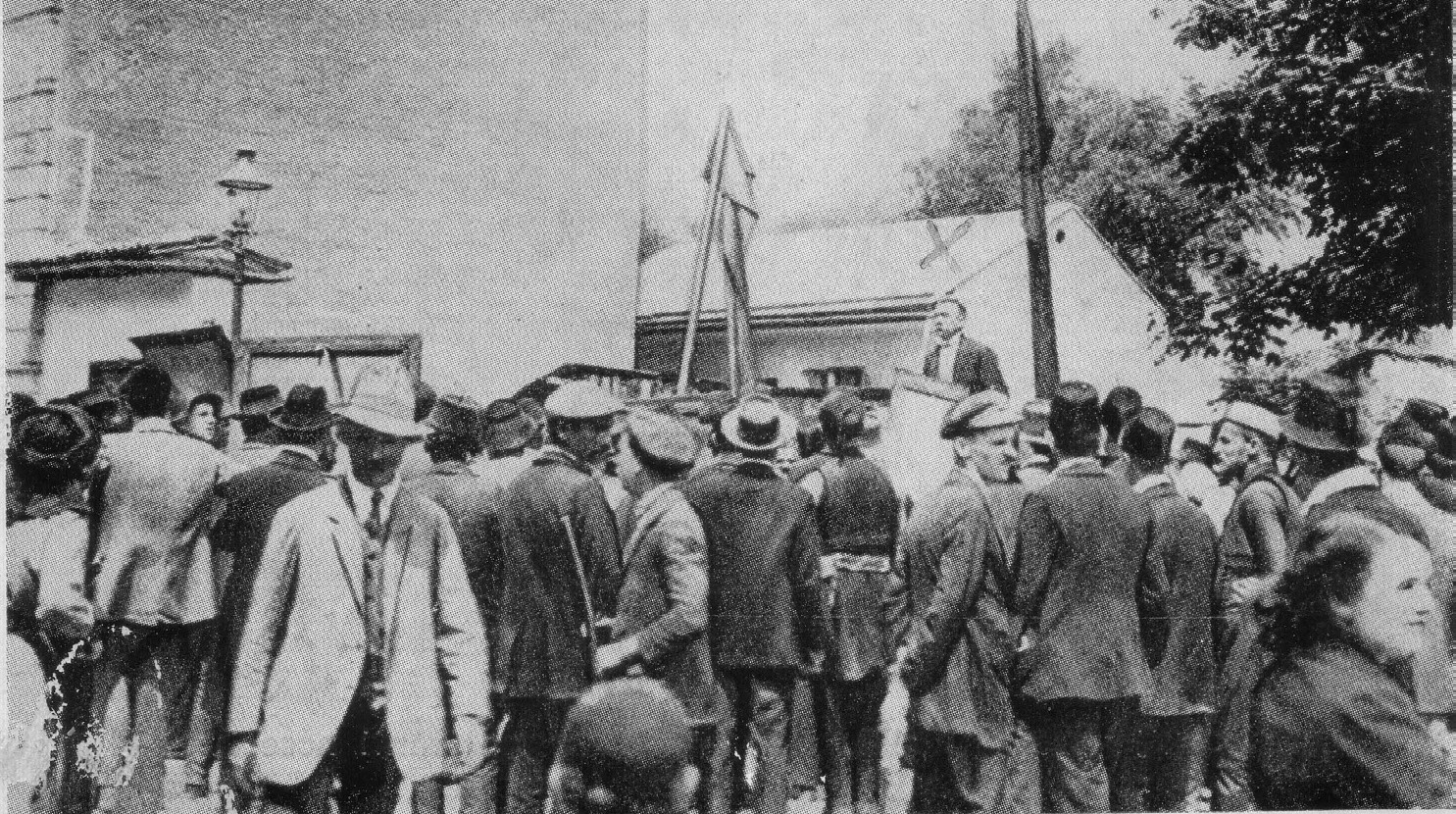
Josip Vancaš przemawia do tłumu w Sarajewie, 29 czerwca 1914

29 czerwca 1914 Josip Vancaš był jednym z mówców podczas zajść antyserbskich w Sarajewie, które wybuchły z powodu zamachu na arcyksięcia Franciszka Ferdynanda.
Napisał także kilka prac na temat architektury miejskiej i bośniackiej ludowości. Od 1921 do 1932, kiedy zmarł, mieszkał w Zagrzebiu.
Jego najważniejszymi dziełami są neogotycka Katedra Serca Jezusowego w Sarajewie (budowana w latach 1884–1889), neorenesansowy pałac, który jest dzisiaj siedzibą Prezydium Bośni i Hercegowiny, Główny Urząd Pocztowy w Sarajewie, neorenesansowy pałac Normann (1891-1894), pseudoludowy pawilon Bośni i Hercegowiny podczas Wystawy Tysiąclecia w Budapeszcie (1896), siedziba pierwszego chorwackiego banku oszczędnościowego (1898-1900), Grand Hotel Union w Lublanie (1903-1905) i bank oszczędnościowy w Lublanie. Zmarł w Zagrzebiu 15 grudnia 1932 w wieku 73 lat.

## Galeria

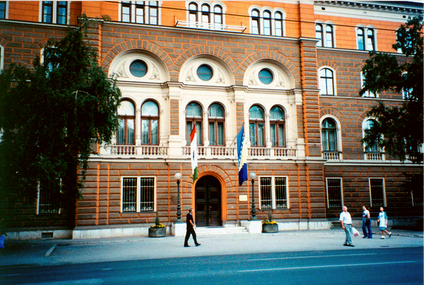
Budynek Prezydium Bośni i Hercegowiny w Sarajewie
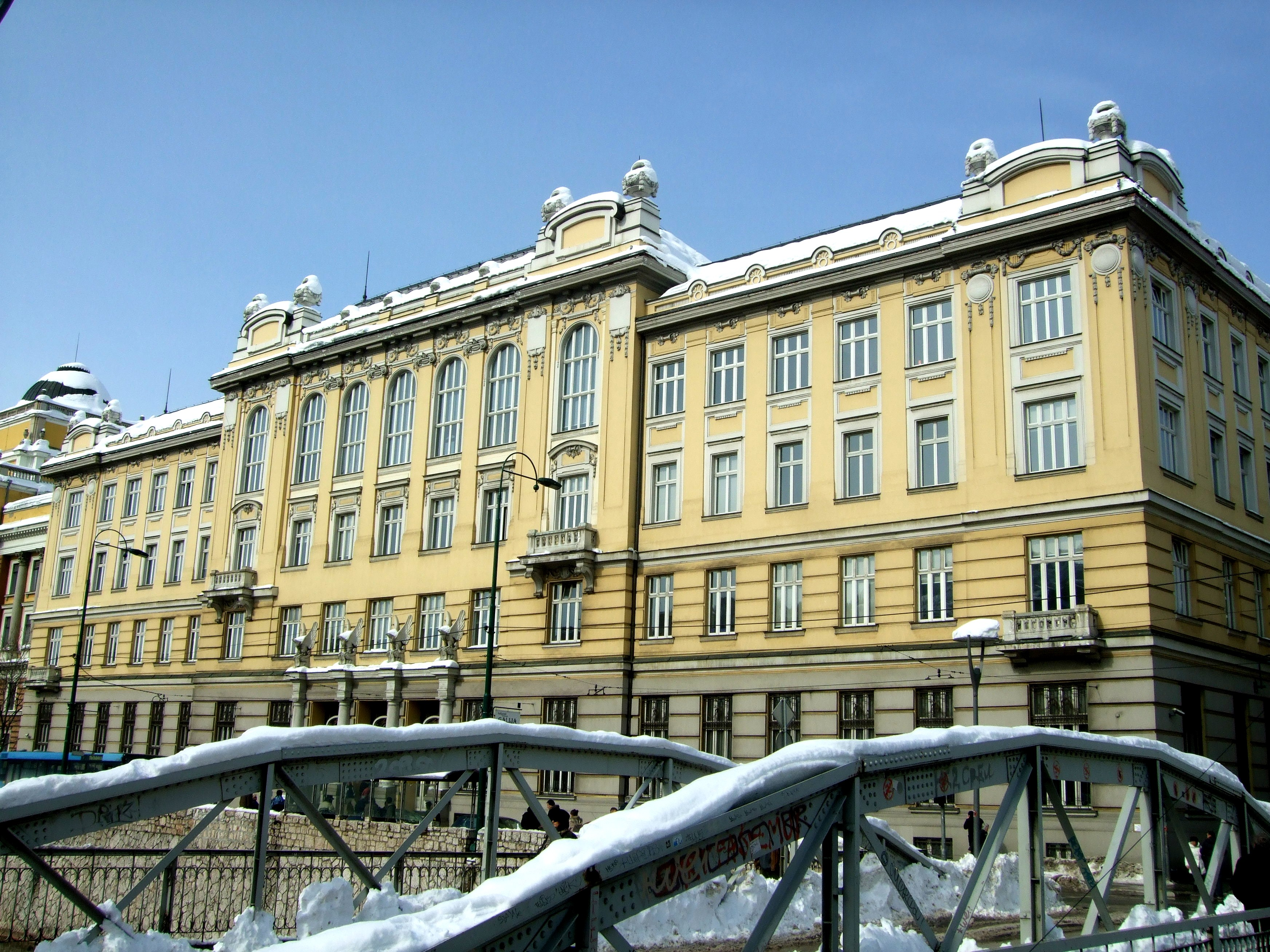
Główny Urząd Pocztowy w Sarajewie
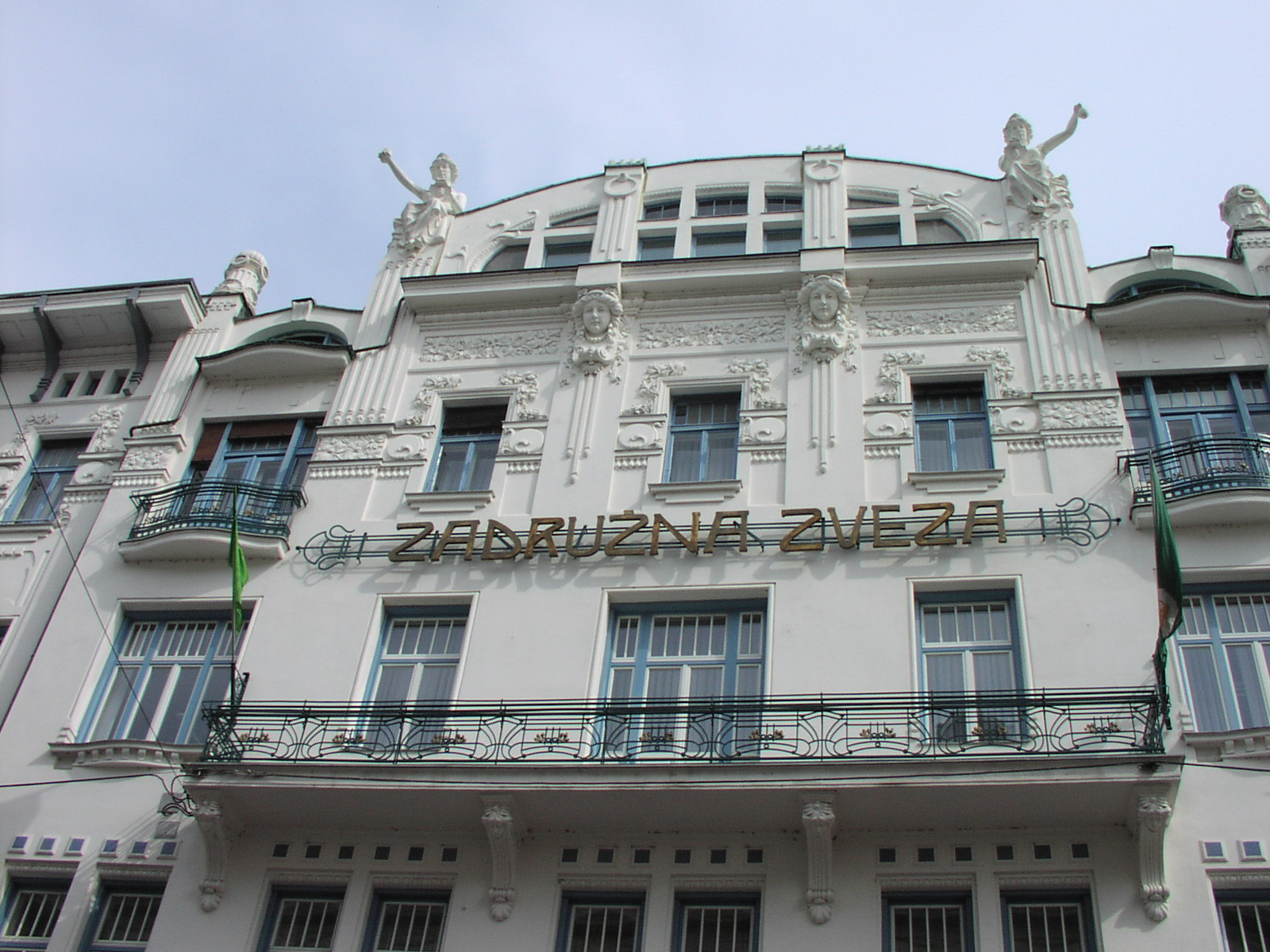
Bank spółdzielczy w Lublanie
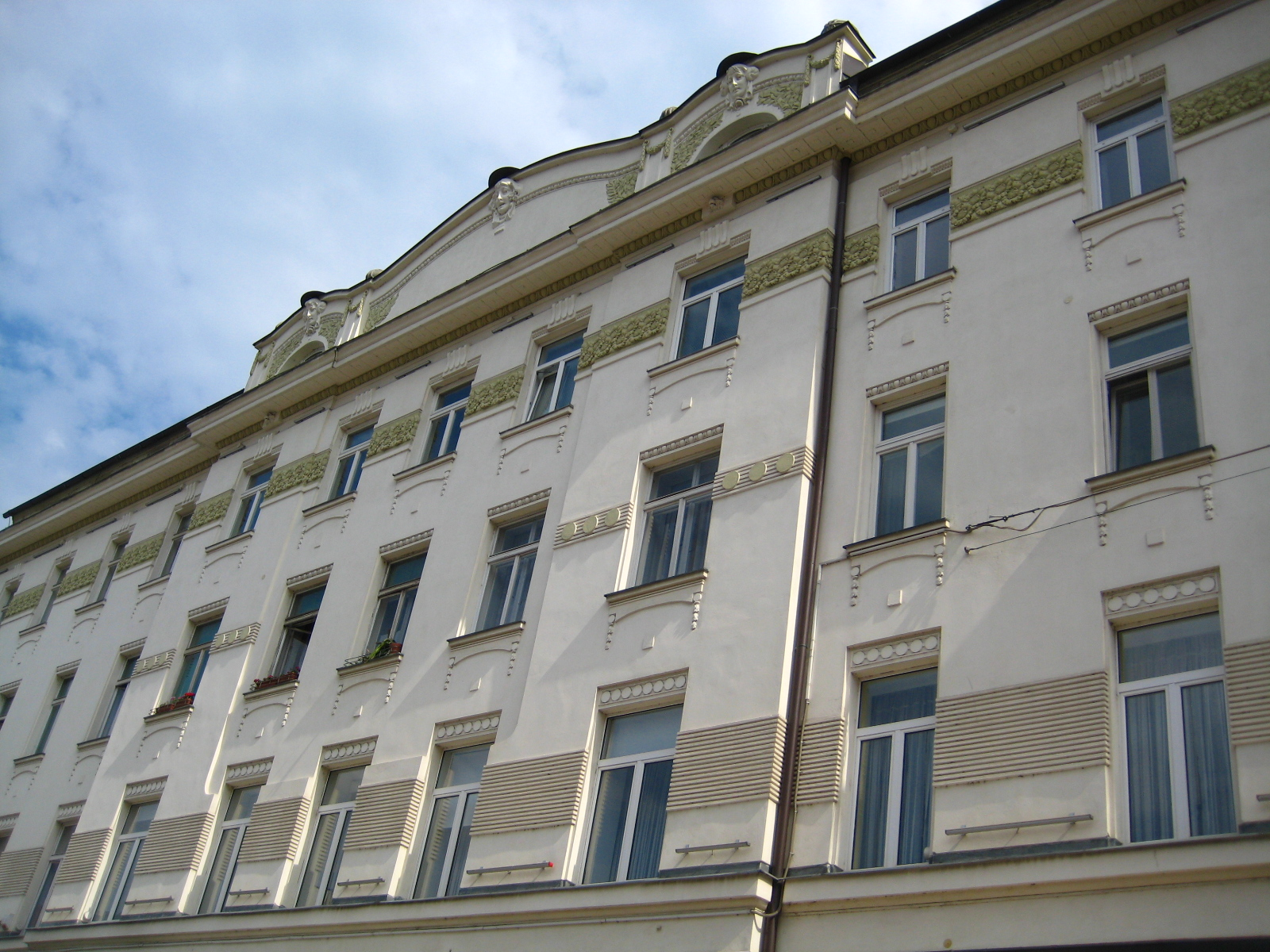
Grand Hotel Union w Lublanie
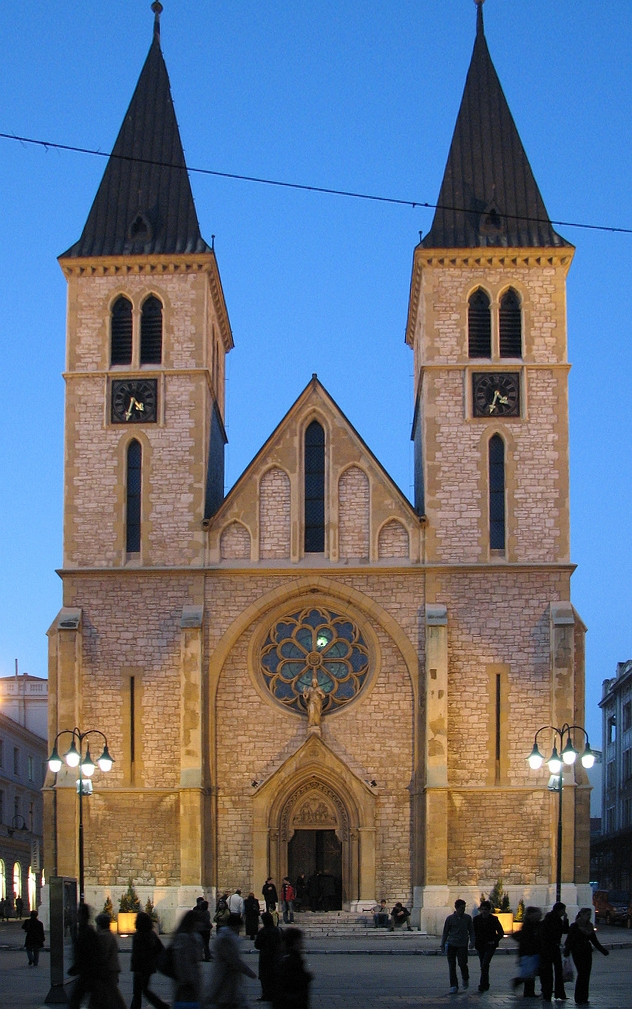
Katedra Serca Jezusowego w Sarajewie